# Битка при Долна Митрополия 19.09.1877
Битка при Долна Митрополия 19.09.1877 е между турските войски, изпратени за събиране на хранителни припаси, и руската и румънската кавалерия. Завършва с победа на руското оръжие, турският отряд е отблъснат обратно в Плевен и са пленени 93 коли с провизии. Провежда се по време на Руско-турската война (1877 – 1878).

## Предистория
Трите неуспешни щурма на Плевен затягат възела на Руско-турската война. Осман паша се затваря с армията си в града и постепенно успява да го превърне в укрепена крепост. По всичко изглежда, че от битката за Плевен ще зависи до голяма степен и изходът на цялата война. За справяне с трудната ситуация руското командване назначава за командир на силите генерал от инженерните войски Едуард Тотлебен и решава градът да бъде напълно блокиран. В Русия са мобилизирани Гренадирския и Гвардейския корпус и са изпратени към Плевен, но до тяхното пристигане руското командване ще трябва да разчита на наличните войски. За да се възпрепятства снабдяването на Осман паша с храни и боеприпаси по шосето от София в селата Тръстеник и Горна Митрополия е изпратен Кавалерийския корпус.

## Руски войски
Противодействащите руски части са разположени в село Тръстеник под командването на генерал-лейтенант Евгений Крилов, а предният им отряд в село Горна Митрополия с командир генерал-майор Григорий Чернозубов. Общо 39 ескадрона с 28 конни оръдия.

## Бойни действия

### Първи етап на боя
На 19 септември в 8 часа сутринта предните руски постове забелязват движението на турски войски с численост около 4 ескадрона и 5 табора и известяват генерал-майор Григорий Чернозубов. Още преди самото настъпление на турците, руските войски, по заповед на генерал-лейтенант Евгений Крилов, са в готовност да окажат съдействие при усилената рекогносцировка на румънската армия от село Биволаре към село Опанец. Веднага на десния фланг е изпратен 26-и Донски казашки полк с командир генерал-майор Даниил Краснов, за да спре настъплението на вражеската кавалерия и за да наблюдава шосето за София. Генерал-майор Григорий Чернозубов се отправя към село Долна Митрополия, за да заеме селото с бригадата калараши (румънска кавалерия) с командира полковник Форман, 4-ти Екатеринославски драгунски полк и сотня от 21-ви Донски казашки полк с командир генерал-майор Николай Курнаков. На около 1,5 км. от бивака при село Горна Митрополия получава известие, че селото вече се заема от турците и възползвайки се от първото възвишение извежда на позиция 15-а донска батарея. Отдясно за прикритие остава сотнята от 21-ви Донски казашки полк, от ляво – каларашите, а 4-ти Екатеринославски драгунски полк е в резерв отзад. Турците се развръщатт на фронт от 2,5 км и разполагат артилерия на 3 места:
- Копана могила югозападно от Долна Митрополия срещу руския десен фланг;
- Циганска могила в южните покрайнини на Долна Митрополия срещу руския център;
- Румънска могила в северните покрайнини на Долна Митрополия срещу левия фланг.

Откриват артилерийски огън, а пехотата силна оръжейна стрелба от окопите в северозападния край на село Долна Митрополия. След кратка престрелка предприемат настъпление, но са спрени спешения 4-ти Екатеринославски драгунски полк. На десния фланг 26-и Донски казашки полк атакува успешно турската кавалерия и я обръща в бягство. Когато достига на 150 метра пред вражеската пехота преследването е прекратено от нейните залпове. Казаците посичат 17 кавалеристи и пленяват един.

### Втори етап на боя
За да съдейства на планираната рекогносцировка, в 12 часа генерал-лейтенант Евгений Крилов изпраща на помощ на десния фланг бригада рошиори (румънски хусари) с една батарея и в центъра Кубанския казашки полк с 8-а донска батарея. Усиленият огън на руските и румънските батареи взривява неприятелски заряден сандък, подбиват едно турско оръдие, а на няколко места поразяват село Долна Митрополия. Турците се опитват да атакуват батареите и изпращат пехотна верига и черкези, но са спрени от Кубанския казашки полк. В 1:30 часа генерал-лейтенант Евгений Крилов, след като получава известие от румънския полковник Михаил Черкез, че рекогносцировката се отменя, смята за безцелно по-нататъшното поддържане на огъня. Към 3 часа неприятелят започва да отстъпва от селото. Генерал-майор Григолий Чернозубов го преследва със стрелба от 15-а донска батарея и след това се завръща с войските в бивака си при село Горна Митрополия.

### Резултати от боя
Турските войски, изпратени на фуражировка и снабдяване с хранителни припаси, са отблъснати от село Долна Митрополия. На десния фланг 26-и Донски казашки полк пленява 93 коли, натоварени с различни припаси.
От турска страна са убити и ранени около 120 офицери и войници. Пълният списък с убитите и ранените от руска страна е изпратен от генерал-майор Григорий Чернозубов на генерал-лейтенант Евгений Крилов, но не е открит в архива. Има данни за 4-ти Екатеринославски драгунски полк: ранени двама офицери – капитан Менглет (леко в ръката) и прапорщик Нарцов (тежко в крака) и 7 с нисши чина, като един умира от раните. Загубите на 26-и Донски казашки полк: убити 2 и ранени 13 нисши чина.

## Галерия
- генерал-майор Григорий Чернозубов
- генерал-майор Николай Курнаков
- генерал-майор Даниил Краснов